# اسپرستی
اسپرستی (به لاتین: Əspərəsti) یک منطقه مسکونی در جمهوری آذربایجان است که در شهرستان قوبا واقع شده است. اسپرستی ۳۲۶ نفر جمعیت دارد.

## ریشه واژه
اسپرستی در زبان تاتی قفقاز به معنی راهی است که اسب در مسیر کوهستانی حرکت می‌کند.